# Линия МЦД-5
Линия МЦД-5 (также — Яросла́вско-Павеле́цкий диаметр или Пятый диаметр) — проект пятой линии Московских центральных диаметров. Маршрут, путём соединения Ярославского и Павелецкого направления Московской железной дороги, должен был связать подмосковные города Пушкино и Домодедово, а также Мытищи и Щёлково, пролегая по территории Москвы, городов Видное (по основному маршруту), Королёв, Ивантеевка и Фрязино (по ответвлению) через тоннель под центром Москвы, однако позднее строительство «центрального участка» заморозили. До 2030 планируется реализация проекта в формате отдельных радиусов. Для отображения на схемах и указателях маршруту был определён код  (цвет «зелёный луг»).

## История
Впервые идея строительства пятого диаметра, соединяющего Ярославское и Павелецкое направления, была озвучена в 2017 году в рамках программы развития Московских центральных диаметров.  
В 2019 произошел ряд переименований остановочных пунктов на Павелецком направлении: 1 апреля 2019 ЗИЛ был переименован в Тульскую; после реконструкции на Москва-Товарная, проводившейся с 5 сентября 2017 года по 2 декабря 2019 года остановочный пункт был открыт как Дербеневская. 21 ноября того же года состоялся запуск первых двух диаметров (МЦД-1 и МЦД-2), после чего началась активная проработка трассировки МЦД-5.  
13 января 2020 года было открыто движение по пятому главному пути на участке Москва — Мытищи протяжённостью 18 км, 7 сентября 2020 года — по четвёртому главному пути на отрезке Мытищи — Пушкино протяжённостью 8,5 км. Программа дальнейшей модернизации Ярославского направления МЖД также предусматривает и строительство третьего пути на участке Мытищи — Подлипки-Дачные. Всего в ходе модернизации уже было построено 46 км новых путей, произведена реконструкция 16 км существующих путей, были реконструированы 4 станции и 11 остановочных пунктов. Были построены 6 новых пассажирских платформ, на остановочных пунктах Маленковская, Тарасовская, Клязьма и Мамонтовская были реконструированы 4 уже существующих платформы.  
20 февраля 2020 года остановочный пункт Нижние Котлы был переименован в Нагатинскую, так как он имеет пересадку на станцию метро «Нагатинская». В том же году был опубликован предварительный вариант линии, предусматривавший прохождение через центр Москвы в тоннеле с остановками на станциях   Павелецкая,     Рижская,    Площадь трёх вокзалов и  Китай-город.  
24 марта 2021 года станция Коломенское переименована в Варшавскую.    
В октябре 2024 года Москомархитектура официально приостановила проектирование участков в центральной части города — от «Маленковской» до «Москва-3» и от «Лосиноостровской» до «Яузы».  
По состоянию на 2025 год проект сохраняется в градостроительных документах Москвы, однако его реализация ограничена поэтапной модернизацией радиусов Ярославского и Павелецкого направлений, без ввода сквозного тоннеля до 2030 года.

## Центральная часть
Проектная документация прохождения маршрута центральной части пятого диаметра будет подготовлена в 2023—2024 годах. Также добавим, что недавно, в переписке с жителями, Департамент транспорта и развития дорожно-транспортной инфраструктуры города Москвы сообщил, что в связи со сложностью технических решений, необходимостью дополнительных инженерно-геологических изысканий, утверждение проекта планировки территории МЦД-5 перенесено с 2024 на 2025 год. https://vidnoe24.ru/news/2024/06/3408/vlasti-moskvy-ne-otkazyvayutsya-ot-proekta-mcd-5.html.

### Подземные варианты маршрута
В 2022 году были начаты работы по проектированию варианта подземного прохождения центральной части маршрута МЦД-5. 24 февраля того же года первый заместитель ОАО «РЖД» Олег Вильямсович Тони на встрече с преподавателями и студентами Российского университета транспорта рассказал о глубоком вводе как об одном из вариантов соединения двух направлений. 26 мая 2022 года мэр столицы Сергей Собянин заявил, что участок МЦД-5 между Павелецким и Ярославским вокзалами может пройти в подземном тоннеле в центре Москвы. В июле начаты предпроектные работы для определения целесообразности прокладки тоннеля с участием проектных институтов и РЖД. В августе была опубликована неофициальная перспективная карта НИИ «Мостранспроект», согласно которой участок между Павелецким и Ярославским вокзалами предлагается соединить подземным тоннелем с одной промежуточной подземной станцией «Китай-город» с пересадкой на одноимённые станции Калужско-Рижской и Таганско-Краснопресненской линий метрополитена. Кроме того, на той же карте обозначено, что на севере, за Мытищами, пятый диаметр разделится на три линии — до станций Пушкино, Фрязино и Щёлково.
15 июня 2023 года, выступая на ПМЭФ-2023, Сергей Собянин подтвердил, что для соединения Ярославского и Павелецкого направлений будет построен тоннель длиной 20 км. Позже, при открытии МЦД-3, он уточнил, что протяжённость тоннеля должна составить 12 километров.
17 августа 2023 стало известно, что будут построены пять подземных станций: «Рижская» (вместо станции Москва-3), «Площадь Трёх вокзалов», «Китай-город», «Павелецкая» и «Дербеневская», и что открыть движение по МЦД-5 планируется в 2028 году.
26 сентября 2023 года Москомархитектура выпустила распоряжение «О подготовке проекта планировки территории линейного объекта — центральный участок МЦД-5 „Пушкино — Домодедово“ от станции Дербеневская до станции Маленковская». Согласно схеме границ объекта планировки, приложенной к распоряжению, в границы планировки территории попадают станции «Тульская», «Дербеневская», «Павелецкая», «Китай-город», «Площадь Трёх вокзалов», «Рижская», «Москва-3», «Маленковская», при этом границы подземного и наземных участков на схеме не обозначены. Проект планировки территории будет подготовлен в 2023—2024 годах.
В феврале 2024 года при презентации программы развития транспортного комплекса Москвы до 2030 года центральный участок МЦД-5 не был упомянут в списке приоритетных направлений развития рельсового транспорта до 2030 года, вместо этого запланировано рассмотреть варианты и принять решение о включении в тарифную систему московского транспорта Ярославского и Павелецкого радиусов, всего — 39 станций.
В октябре 2024 года вышло постановление Москомархитектуры о том, что подготовку тоннеля от станции «Дербеневская» до станции «Маленковская» официально приостановили.

### Наземные варианты маршрута
Первоначально основным рассматриваемым наземным вариантом центральной части маршрута являлся вариант, согласно которому после платформы Бирюлёво-Товарная Павелецкого направления маршрут должен был перейти на пути Курского направления и от платформы Царицыно до платформы Новохохловская пройти параллельно маршруту МЦД-2. После Новохохловской предполагалось прохождение маршрута по существующим путям железнодорожной ветки, проходящей через грузовую станцию Новопролетарская (Грайвороново), далее вблизи выхода станции метро Стахановская, через железнодорожную платформу Горьковского направления МЖД Чухлинка и станцию МЦК Андроновка, с выходом на Электрозаводскую. После Электрозаводской по Митьковской соединительной ветке центральная часть маршрута должна была выйти на станцию Москва-III Ярославского направления. Очевидным недостатком данного варианта являлось то, что огромный участок Павелецкого направления от Бирюлёво до Павелецкого вокзала не вошёл бы в МЦД-5.
Альтернативным вариантом маршрута являлся вариант, при котором МЦД-5 проходил бы почти до Павелецкого вокзала и после станции Москва-Товарная-Павелецкая через тоннель либо мост через Москву-реку выходил бы на заброшенную Симоновскую ветку. В этом случае прохождение маршрута осуществлялось бы в виде соединения через станции: Москва-Товарная-Павелецкая — законсервированный парк Симоново — бывшая станция Бойня с использованием путевого развития станций Новопролетарская и Старопролетарская (в некоторых источниках фигурирует как «станция Грайвороново (платформа МЦД-5)») — Ветвей № 15 и 16 Люблино — Андроновка и Люблино — Угрешская, а также безымянной ветви Люблино — Южный порт — Угрешская, находящиеся по состоянию на октябрь 2020 в состоянии электрификации, но не для проекта МЦД-5, а для обеспечения транзитного движения Юг — Черкизово. Прохождение маршрута предполагалось вблизи выхода станции метро Стахановская, через железнодорожную платформу Горьковского направления МЖД Чухлинка и станцию МЦК Андроновка, с выходом на Электрозаводскую. Несмотря на активное обсуждение, официальная трассировка данного варианта маршрута никогда не была опубликована.
Ещё одним рассматриваемым вариантом маршрута был обход центра Москвы с западной стороны с помощью многоуровневой развязки в районе Москва-Сити, но детали данного варианта также не были официально опубликованы. В конце 2021 года разработка проектов наземного прохождения МЦД-5 была завершена. По итогам рассмотрения проектов ни один из них не был утверждён, и решение о прохождении центральной части маршрута было отложено до 2024 года. 28 декабря 2021 года начальник МЖД Михаил Глазков заявил, что конкретное решение по связи Павелецкого и Ярославского направлений будет принято после 2024 года, а до этого времени будет продолжаться развитие этих радиальных направлений по отдельности. В тот же день мэр Москвы Сергей Собянин подтвердил намерение запустить 5-й диаметр МЦД в 2025—2026 годах.